# Jevgenij Mihajlovič Landis
Jevgenij Mihajlovič Landis (rusko Евгений Михайлович Ландис, ukrajinsko Євгеній Михайлович Ландіс), ruski matematik, * 6. oktober 1921, Harkov, Ukrajinska SSR, (sedaj Harkovska oblast, Ukrajina), † 12. december 1997, Moskva, Rusija.
Landis je znan po uvedbi pomembnega urejenega dvojiškega drevesa, drevesa AVL, ki ga je leta 1962 odkril skupaj z Adelson-Velskim.